# Deadstar
Deadstar was een Australische band uit Melbourne rondom zangeres Caroline Kennedy. Ze speelde voordat ze Deadstar vormden in The Plums met Shamus Goble en Peter McCracken.
Andere leden van Deadstar waren (niet allemaal op hetzelfde moment) Peter McCracken (bas), Barry Palmer (gitaar, ex-Hunters and Collectors), Michael Den Elzen (gitaar; ex-Schnell Fenster), en ex-Crowded House leden Peter Jones (drums) en Nick Seymour (bas).
De stijl kan worden omschreven als rock, het gitaarwerk op met name de eerste twee albums is de kern van hun muziek. Het derde album was geproduceerd om hits op te leveren, en de singles Run baby run en Deeper Water brachten de band enig succes in Australië in 1999.
De band is om persoonlijke redenen uit elkaar gegaan, en Caroline en Peter hebben nu, opnieuw met medewerking van Shamus Goble, een country-getint album uitgebracht onder de naam The Tulips (Into the honeycone). 

## Discografie
- Deadstar (1996)
- Milk (1997) (ook wel "Deadstar" in de UK Versie)
- Over the radio (1998)
- Best of Deadstar (2004)